# NCsoft
NCsoft ist ein südkoreanisches Unternehmen, das sich auf die Entwicklung und den Vertrieb von Massively Multiplayer Online Role-Playing Games (MMORPGs) spezialisiert hat.

## Geschichte
NCsoft wurde am 11. März 1997 von Kim Tack-jin gegründet, der heute noch der Vorstandsvorsitzende (CEO) des Unternehmens ist. Kim Tack-jin war zuvor durch die Entwicklung des professionellen Textverarbeitungsprogrammes Hangul (benannt nach dem koreanischen Alphabet Hangeul) bekannt geworden. Eines der ersten Produkte des Unternehmens war ein Programm namens NC HTML Editor.
2000 wurde NCsoft erstmals an der koreanischen Börse notiert. Zunächst im KOSDAQ Technologieindex und seit dem 22. Mai 2003 im Korea Stock Exchange (KSE). Im Jahr 2007 hatte das Unternehmen einen Umsatz von 155 Millionen Euro und einen Gewinn nach Steuern von 21 Millionen Euro. Im Jahr 2008 hatte das Unternehmen, mit Tochterunternehmen, über 2.600 Beschäftigte.
Im September 1998 erschien das erste Spiel des Unternehmens namens Lineage. Das Spiel wurde von Jake Song entwickelt und erfreut sich insbesondere in Südkorea großer Beliebtheit, kann aber auch in chinesischer, japanischer und englischer Sprache gespielt werden. Lineage war mit zeitweilig 4 Millionen Benutzern das erfolgreichste MMORPG überhaupt, bis das Spiel World of Warcraft mit über 11 Millionen Spielern diesen Rekord brach.
Der wirtschaftliche Erfolg durch Lineage ermöglichte NCsoft die Expansion in andere Länder. Als besonders erfolgreich entwickelte sich dabei ab 2001 die Zusammenarbeit mit Richard Garriott, der mit Ultima Online selbst einer der Pioniere des MMORPG-Genres ist. Sein neu gegründetes Unternehmen leistete logistische Hilfe beim Aufbau von NCsoft Nordamerika in Austin, Texas und der Lokalisierung von Lineage für den amerikanischen Markt. Sein Bruder Robert Garriott, Mitbegründer von Destination Games, war bis Anfang 2008 Vorstandsvorsitzender von NCsoft Nordamerika. Das Spiel Tabula Rasa wurde von Richard Garriott und Destination Games im Auftrag von NCsoft entwickelt. Es ist das erste eigenständig entwickelte Spiel dieser Sektion des Unternehmens und erschien am 2. November 2007.
Vor der Einstellung von Tabula Rasa im November 2008 kam es zu Unstimmigkeiten zwischen Garriott und NCsoft. Eine vorgeblich von Richard Garriott stammende Nachricht kündigte im November 2008 an, dass Garriott NCsoft verlassen wolle, was dieser jedoch bestritt. Es folgte eine Klage gegen NCsoft über eine Summe von 24 Millionen USD, die Garriott im Juli 2010 gewann und ihm dabei sogar 28 Millionen USD zugesprochen wurden.
Im Juni 2004 wurde Spieleentwickler Jon Van Caneghem (Might and Magic) Ausführender Produzent bei NCsoft Nordamerika und arbeitete dort an einem damals noch nicht benannten Onlinespiel (vermutlich Tabula Rasa). Noch im selben Jahr trennten sich Van Caneghem und NCsoft jedoch stillschweigend wieder.
Ebenfalls als Glücksfall erwies sich 2002 der Kauf des Unternehmens ArenaNet in Bellevue, Washington, USA. Diese veröffentlichte am 28. April 2005 das Spiel Guild Wars, welches mittlerweile über 6 Millionen Mal verkauft wurde. Am 28. April 2006 folgte das Spiel Guild Wars: Factions und im gleichen Jahr am 27. Oktober Guild Wars: Nightfall. Zuletzt veröffentlichte Arena.Net am 31. August 2007 die Erweiterung Guild Wars: Eye of the North. Am 28. August 2012 wurde Guild Wars 2 veröffentlicht.
2004 expandierte NCsoft auch nach Europa und gründete das Tochterunternehmen NC Europe in Brighton, England. Von dort aus findet auch der Support für den deutschsprachigen Raum statt.
Im Jahr 2003 erschien in Südkorea das zweite Spiel von NCsoft, Lineage II, im folgenden Jahr auch in Nordamerika. Laut NCsoft wurde das Spiel 17 Millionen Mal verkauft (Stand Dezember 2007), und brach den Rekord von World Of Warcraft. Somit befindet sich der Titel des „größten MMORPGs“ wieder im Hause NCsoft. Der große Erfolg dieses Spieles fand aber fast ausschließlich in Asien statt. 2007 erschien das Spiel Dungeon Runners, das man kostenlos herunterladen und spielen kann, für erweiterte Funktionen und Spielinhalte wird jedoch eine monatliche Gebühr erhoben.
2006 erschien das Online-Tennisspiel Smash Star, gefolgt vom Multiplayer-Onlinespiel Exteel im Dezember 2007 und Aion: The Tower of Eternity am 25. November 2008 in Korea und am 25. September 2009 in Europa. In der Entwicklung befindet sich das Spiel Blade and Soul, das 2012 erscheinen soll.
Anfang 2008 übernahm Chris Chung die Position des Vorstandsvorsitzenden (CEO) von NCsoft Nordamerika. Am 10. September 2008 gab NCsoft größere Umstrukturierungen in ihren westlichen Unternehmungen bekannt. Die bisher weitgehend selbst verantwortlichen Firmenzweige in Nordamerika und Europa wurden unter einer Firma namens NC West vereinigt. Die Leitung der Firma übernahm Chris Chung. Der Hauptsitz wurde von Austin nach Seattle verlegt. Darüber hinaus übernahmen Jeff Strain und Patrick Wyatt von ArenaNet führende Positionen in NC West. Jeff Strain verließ 2009 NC West und gründete sein eigenes Studio Undead Labs. Diesem Beispiel folgte 2010 auch Patrick Wyatt und wurde Vorstandsvorsitzender (CEO) von En Masse Entertainment dem nordamerikanischen Publisher von TERA.
Neben der Entwicklung eigener Spiele betätigt sich NCsoft auch mit der Veröffentlichung von Spielen anderer Entwickler. So wurde 2004 das Spiel City of Heroes und 2005 die Erweiterung City of Villains der Firma Cryptic Studios veröffentlicht. Am 13. April 2006 wurde von NCsoft das Spiel Auto Assault von NetDevil gestartet, das in Deutschland eine USK Bewertung von 18+ erhalten hat, jedoch bereits zum 31. August 2007 wieder eingestellt wurde. In der Entwicklung befindet sich Soccer Fury von Digital Legends Entertainment.
Auf der Gamescom 2011 kündigte NCsoft das von den Carbine Studios entwickelte MMO Wildstar Online an, welches im Juni 2014 auf den Markt kam und im September 2018 eingestellt wurde.

## Spiele

### Veröffentlichte Titel
| Titel              | Entwickler              | Genre         | aktiv seit     |
| ------------------ | ----------------------- | ------------- | -------------- |
| Aion               | NCsoft (Team Aion)      | MMORPG        | September 2009 |
| Blade & Soul       | NCsoft (Team Bloodlust) | MMORPG        | Juni 2012      |
| Guild Wars         | ArenaNet                | MMORPG        | April 2005     |
| Guild Wars 2       | ArenaNet                | MMORPG        | August 2012    |
| Lineage            | NCsoft (Team L2Live)    | MMORPG        | September 1998 |
| Lineage II         | NCsoft                  | MMORPG        | Oktober 2003   |
| Battle Crush       | NCsoft                  | Battle Royale | Oktober 2023   |
| Throne and Liberty | NCsoft                  | MMORPG        | September 2024 |

### Eingestellte Titel
| Titel           | Entwickler        | Genre  | eingestellt    |
| --------------- | ----------------- | ------ | -------------- |
| Auto Assault    | NetDevil          | MMORPG | August 2007    |
| City of Heroes  | Paragon Studios   | MMORPG | November 2012  |
| Dungeon Runners | NCsoft            | MMORPG | Januar 2010    |
| Exteel          | NCsoft            | TPS    | September 2010 |
| Master X Master | NCsoft (Team MXM) | MOBA   | Januar 2018    |
| Tabula Rasa     | Destination Games | MMORPG | Februar 2009   |
| WildStar        | Carbine Studios   | MMORPG | September 2018 |